# Synaptura marginata
Synaptura marginata és un peix teleosti de la família dels soleids i de l'ordre dels pleuronectiformes.

## Alimentació
Menja invertebrats.

## Hàbitat
Viu a les aigües costaneres poc fondes.

## Distribució geogràfica
Es troba des de les costes de Moçambic fins a les de KwaZulu-Natal (Sud-àfrica). També al Japó i a les Filipines.

## Úsgastronòmic
Es comercialitza exclusivament fresc.